# Adeloidea
Adeloidea (лат., ранее Incurvarioidea) — надсемейство молевидных чешуекрылых. Около 600 видов (на 23 декабря 2011 года).

## Описание
Мелкие молевидные чешуекрылые (1—2 см), окрашены в более или менее темные цвета моли, часто с белыми пятнами, с округленными крыльями. Некоторые из них имеют очень длинные усики, которые в 2—3,5 раза длиннее переднего крыла, нитевидные (Длинноусые моли). Как правило, летают в дневное время. Некоторые виды могут вредить ягодным кустарникам (Продоксиды, Минно-чехликовые моли).

## Классификация
В надсемейство включают 5 семейств и более 580 видов:
- Семейство Моли-блестянки, или Кружковые моли (Heliozelidae) — около 100 видов
- Семейство Длинноусые моли, или Длинноуски (Adelidae) — около 300 видов
- Семейство Продоксиды (Prodoxidae)
- Семейство Cecidosidae
- Семейство Минно-чехликовые моли (Incurvariidae), включая Crinopterygidae как подсемейство Crinopteryginae

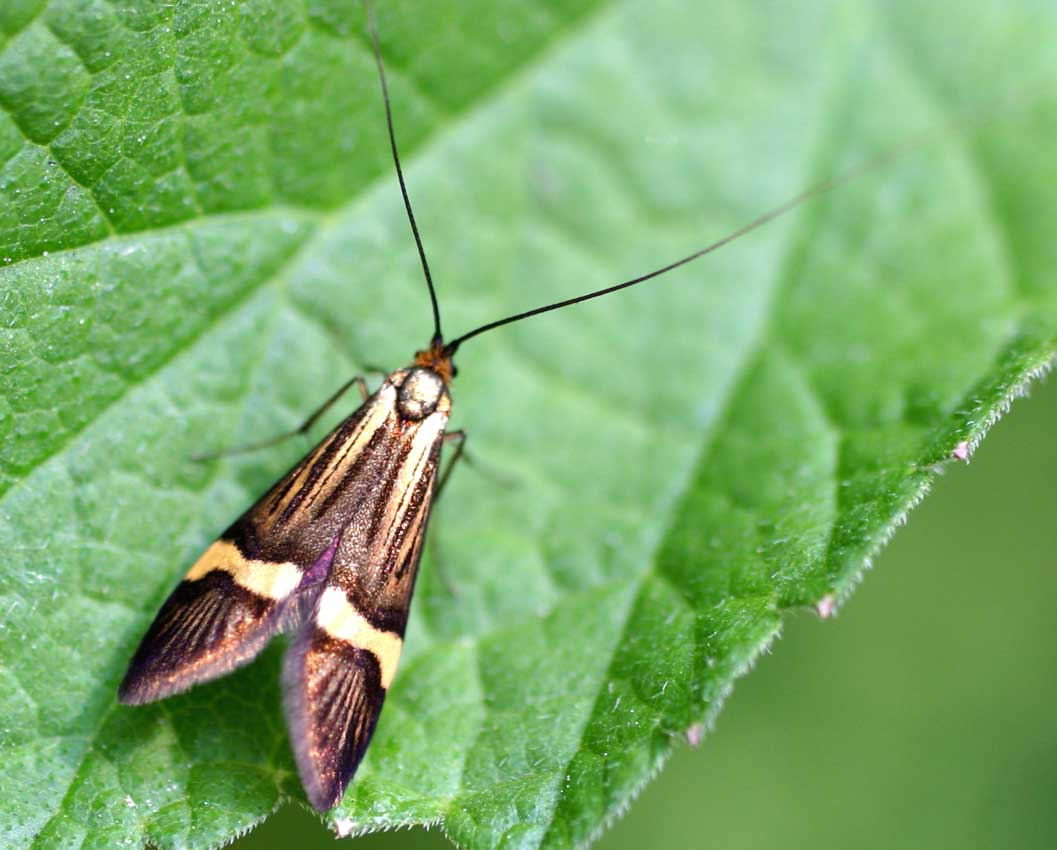
Adelidae: Nemophora degeerella
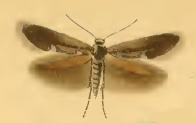
Heliozelidae: Heliozela resplendella
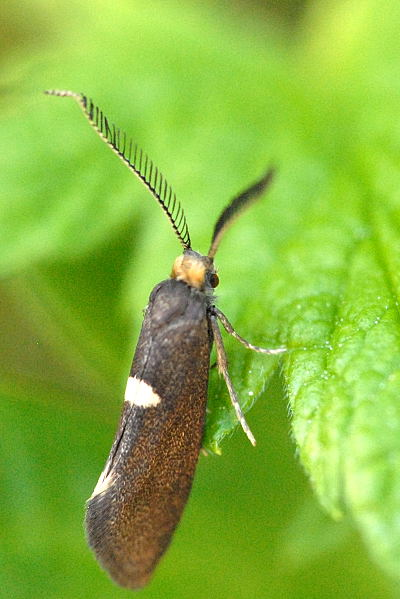
Incurvariidae: Incurvaria masculella
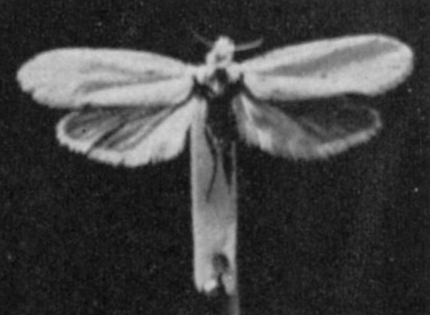
Prodoxidae: Юкковая моль